# Höhrath
Höhrath ist ein Ortsteil der bergischen Großstadt Solingen. Er liegt südlich von Solingen-Burg und westlich von Wermelskirchen-Unterwinkelhausen in Nordrhein-Westfalen.

## Lage und Beschreibung
Höhrath liegt am südöstlichen Rande des Solinger Stadtgebietes innerhalb des Stadtbezirks Burg/Höhscheid. Der Ort befindet sich auf einer kleinen Hochfläche westlich von Wermelskirchen am Ende der Kreisstraße 8, die den Namen Höhrath trägt. Der Ort liegt östlich der Sengbachtalsperre, die große Teile Solingens mit Trinkwasser versorgt. Höhrath ist von Waldflächen umgeben, einige Bereiche sind zudem als Naturschutzgebiete ausgewiesen. Im Ort sind mehrere historische Gebäude erhalten, von denen drei unter Denkmalschutz stehen.

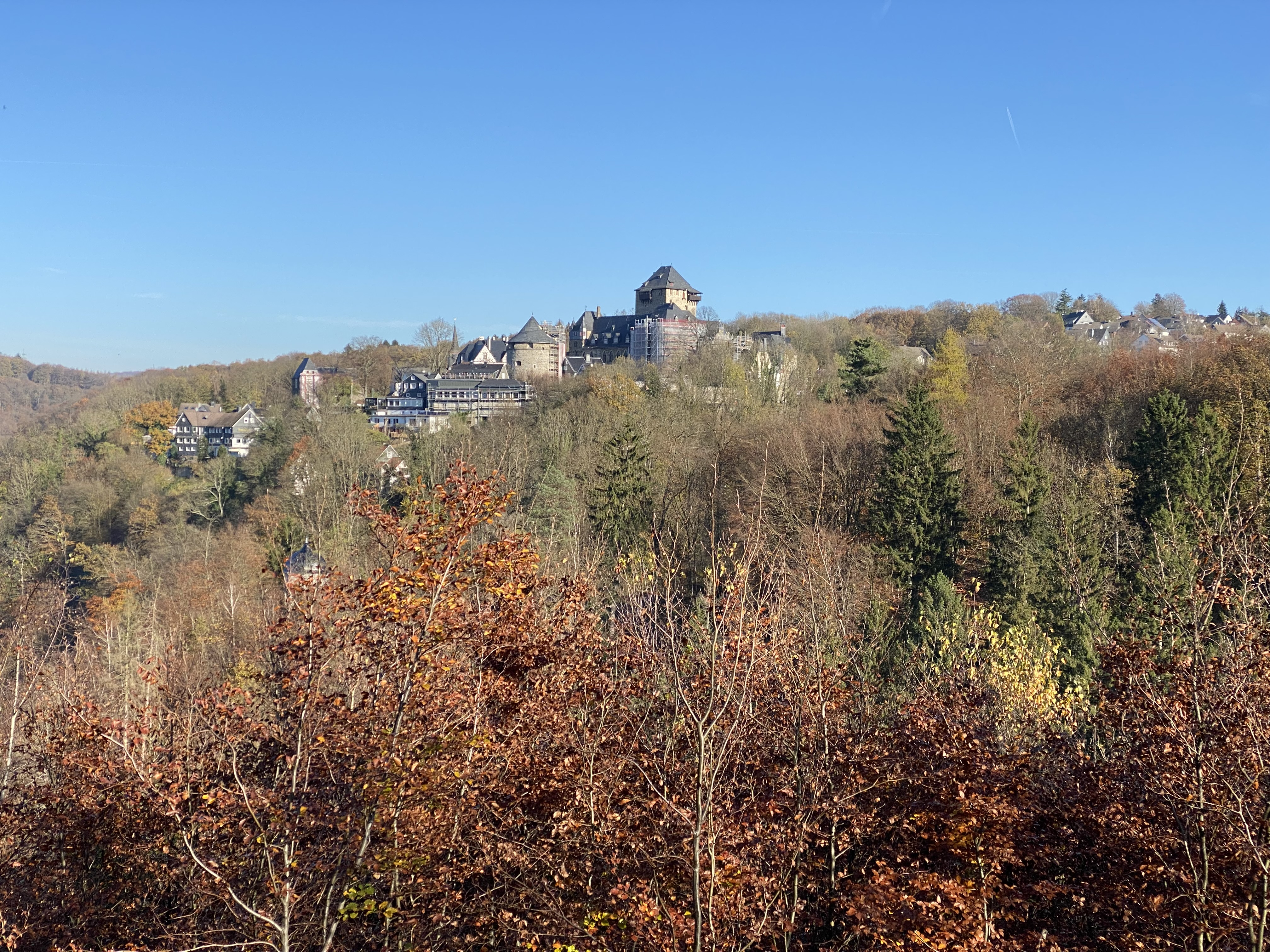
Blick von Höhrath auf Oberburg

Benachbarte Orte sind bzw. waren (von Nord nach West): Burg, Angerscheid, Unterwinkelhausen, Oberwinkelhausen, Ellinghausen, Hölverscheid, Brachhausen, Strohnerhöh, Schwarzwaager Kotten und Burger Höhe.

## Geschichte

### Frühgeschichte
Die Erstnennung des Ortes erfolgte im Jahre 1217. Graf Adolf III von Berg (1189–1218) bestätigte in diesem Jahr die Schenkung seines Vaters an die Johanniter in Höhrath (Hurterodhe) anlässlich des Aufbruches zum Kreuzzug ins Heilige Land. Höhrath war ein Freigut, d. h. ohne Schatzpflicht. Die Lage dieses ursprünglichen Hofes ist unbekannt.
Im Jahre 1265 bekundeten Margaretha, Gräfin von Berg und Adolph ihr Erstgeborener, dass Engelbert miles de Budelinberg, mit Einstimmung seines Sohnes Engilbert, das Gut in Höhrath dem Johann daselbst übertragen, dem Johannis Hospital in Burg, welches von diesem Gute drei Solidi zu beziehen hatte, eine gleiche Rente auf seine Güter Eselsfahrt (Eysilswarde) angewiesen, von dem vorgenannten Johann aber für das Gut Höhrath das Gut in Winkelhausen ertauscht habe. Zeugen: Adolph de Stammheim, Adolph de Bongarde, Theodericus de Elnere, Wilh. de Heldin. 
Für das Jahr 1420 heißt es im Burger Lagerbuch von 1692: „Eß is auch eine wieße unter heurath im Ambt Bornefeldt uff der glüdern Forellenbach gelegen, da vormahlen eine olligs Mülle gestanden haben solle ... ist an Tillmannen in der Straße und Barbaren eheleute verpachtet.“ Bei der Auftragung der Untersassen im Jahre 1469 zahlte Höhrath (Hoerdroede) eine Mark an Abgaben. Im Jahre 1507 (1568) heißt es: es ligt ein frei güttgen genant Hoirderaide in dem Ambt Bornfeld, hort halfs zu henrichen up dem huißgen, und einer ainer frauwen, und man sehet iahrs darup 4 malder haber 2 sümber korns.

### Die Johanniter
Im Einnahmeregister der Johanniter auf Schloss Burg aus dem Jahr 1513 heißt es: ...hayt der eyn bech, genant de glyder bech und geyt van der Wopperen an up bis an den wech under Hoerdroide und hayt nu Sibell yn dem Wyerhove und thoeness und sullen darvan leveren up dyt cloyster drey halve krebse und vorellen dey sy yn dem bech vangen.
Am 23. April 1573 wird Privileg erteilt vom Herzog von Berg zur Herstellung von Burger Decken an Peter auf Höhrath, Johannes Voss, Styne Christians Witwe, Joh. Langen, Johann Proll, Herman zu Höhrath, Feye seine Schwester, Tilman zu Höhrath.

### Höhrather Walkmühle

Höhrather Walkmühle um 1682

Am 1. April 1682 verpachtete Bernhard Gisbert Freiherr v. Capel, Johanniterordenskomtur zu Herrenstrunden für sechs Jahre die Fischerei des Ordens im Glüderbach an Dietrich Speck.
Im Burger Lagerbuch von 1692 heißt es dazu: Die Nachbarschaft zu Höhrath hat eine Walkmühle unter Höhrath.
Im Jahr 1749 heißt es in den Burger Amtsrechnungen: Die Wiese unter Höhrath am güldenen Forellenbach, wo vormals womöglich ein Ölmühlchen gestanden hat, ist 1720 an Tilmann in den Straße verpachtet worden. Ebenso die Nachbarn zu Höhrath geben für eine Walkmühle am Höhrather Siefen 56 Albus.
Noch im Jahre 1799 heißt es in den Amtsrechnungen: Von der Höhrather Zaumühle werden 26 Alb jährlich gezahlt.
Die Höhrather Walkmühle am Sengbach wird 1682 in einer Karte des Strohner Hofes gezeichnet. Die Stelle ist in der 1900 bis 1903 erbauten Sengbachtalsperre untergegangen.

### 19. Jahrhundert bis heute

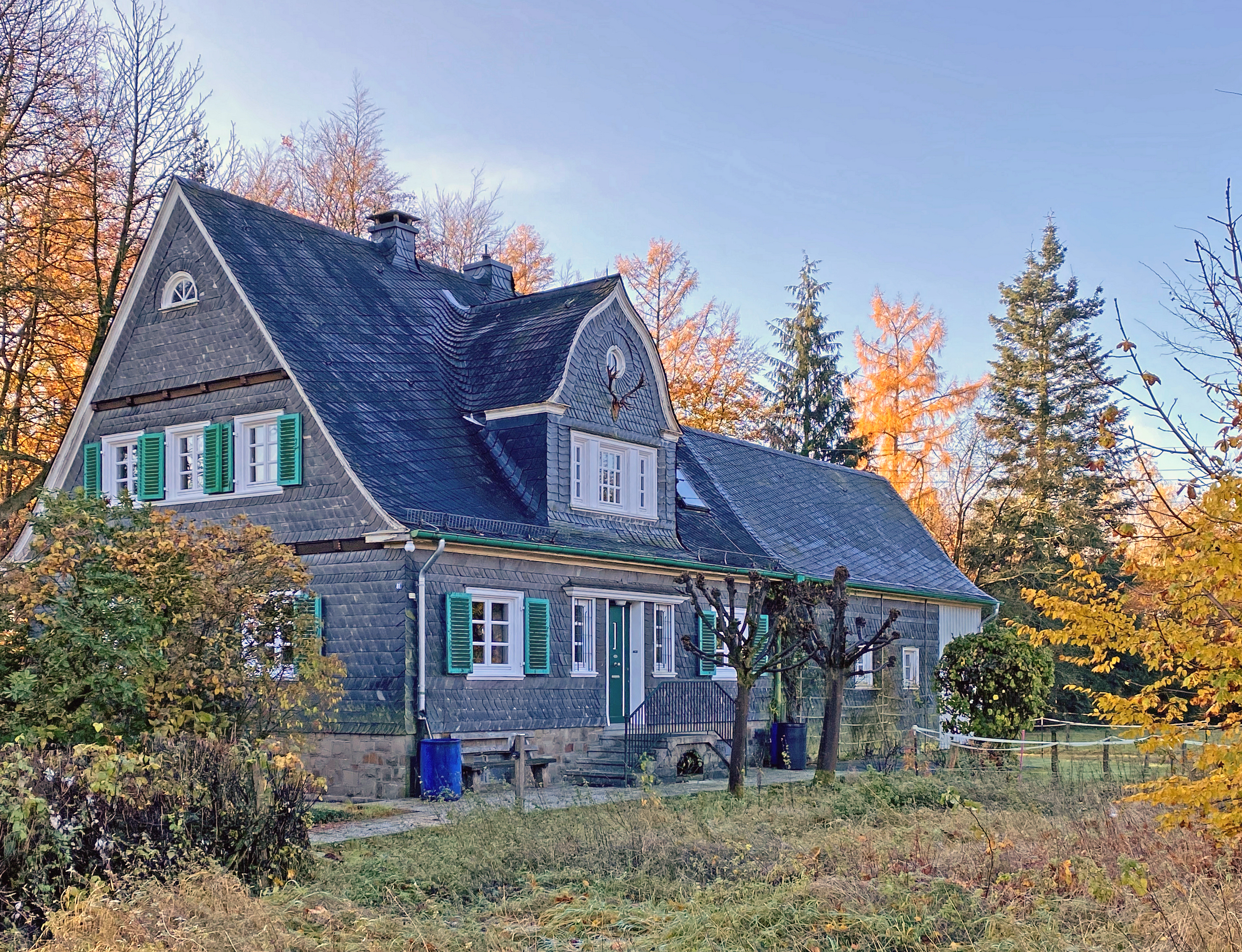
Höhrath 81

Die Topographische Aufnahme der Rheinlande von 1824 verzeichnet den Ort als Hörath und die Preußische Uraufnahme von 1844 verzeichnet ihn als Hohrath. In der Topographischen Karte des Regierungsbezirks Düsseldorf von 1871 ist der Ort erneut als Hohrath verzeichnet. Die Preußische Neuaufnahme von 1893 verzeichnet den Ort als Höhrath.
Bis zur nordrhein-westfälischen Gebietsreform, die am 1. Januar 1975 in Kraft trat, gehörte der Ort zu Wermelskirchen. Seither gehört er zu Solingen. Seit dem Jahre 1984 sind das Schieferdoppelhaus Höhrath 114/116 sowie das ehemalige Forsthaus Höhrath 81 in die Solinger Denkmalliste eingetragen.
Bereits seit den 1980er Jahren gibt es Bestrebungen der Bewohner von Höhrath, eine Umgemeindung des Ortes nach Wermelskirchen zu erwirken. Neu angeheizt wurde die Debatte Ende der 2010er Jahre, da junge Familien ihre Kinder nicht in Wermelskirchen einschulen lassen konnten. Bei einer Bürgerbefragung der Bewohner von Höhrath sowie der angrenzenden Ortslage Angerscheid stimmten im Jahr 2022 63 Prozent der Teilnehmer für eine Umgemeindung nach Wermelskirchen. Die Stadt Solingen verfolgt seither das politische Ziel der Umgemeindung von Höhrath und Angerscheid nach Wermelskirchen. Dabei soll jedoch nur der besiedelte Teil der Orte umgemeindet werden, das Wassereinzugsgebiet der Sengbachtalsperre soll vollständig auf Solinger Stadtgebiet verbleiben.